# Opomyzidae
Gli Opomizidi (Opomyzidae Fallén, 1820), sono una famiglia di insetti dell'ordine dei Ditteri (Brachycera: Cyclorrhapha: Acalyptratae).
La famiglia comprende specie fitofaghe associate alle Graminaceae e talvolta responsabili di danni economici alle coltivazioni dei cereali. La loro biologia, adattata alla fenologia delle graminacee a ciclo autunno-primaverile, determina la distribuzione di questa famiglia, rappresentata quasi esclusivamente nelle regioni temperate dell'emisfero boreale.

## Descrizione
Gli adulti sono di piccole dimensioni, con corpo esile e allungato, lungo 2-5 mm, e livrea di colore variabile dal giallo al bruno al rossastro al nerastro. Le ali sono in genere ialine, spesso cosparse di macchie, ma portano sempre almeno una macchia cromatica in corrispondenza dell'apice. Il genere monotipico Anomalochaeta è caratterizzato dalla colorazione bruna delle ali, interrotta da diffuse macchie ialine.
Il capo è globoso, caratterizzato da una chetotassi ridotta ma composta da setole particolarmente sviluppate. È presente un solo paio di setole fronto-orbitali reclinate, disposte nella parte superiore della fronte, accompagnate da peli interfrontali dispersi. Le setole ocellari e le verticali esterne e interne sono lunghe e robuste, le ocellari inserite sui margini anteriori della placca ocellare e dirette in avanti. Le setole postocellari sono assenti nei generi più rappresentativi (Geomyza e Opomyza), in Anomalochaeta sono invece presenti e divergenti. Le vibrisse propriamente dette sono assenti, ma è presente una serie di setole sottovibrissali di cui il primo paio è particolarmente sviluppato e robusto, simulante un paio di vibrisse (Geomyza).
Le antenne sono brevi, di tipo aristato, con pedicello portante una setola e arista pettinata o bipettinata in Geomyza o pubescente in Opomyza. L'apparato boccale ha labbro inferiore breve, con labella ampi e carnosi, e palpi mascellari di moderato sviluppo.
Il torace si presenta corto ma ben sviluppato in altezza rispetto al resto del corpo. La chetotassi è piuttosto rada ma composta anche in questo caso da setole particolarmente lunghe e robuste. Sugli scleriti dorsali sono presenti peli acrosticali brevi, allineati in 4-10 file irregolari, 3-4 paia di setole dorsocentrali, con il primo paio presuturale e le restanti postsuturali, 2 paia di setole scutellari, con le basali piuttosto deboli. Lungo il margine è presente una setola omerale, due notopleurali, due sopralari (una presuturale, una postsuturale), due postalari (una debole e una robusta). Sui lati, il Prosterno è peloso, 
l'episterno dorsale è densamente peloso presso la sutura pleurale e porta una lunga e robusta setola, l'episterno ventrale provvisto anch'esso di una robusta setola, l'epimero dorsale ha una peluria rada e una setola debole. Le zampe hanno le tibie medie provviste di setole lunghe e robuste sulla faccia posteriore dell'estremità distale, mentre sono assenti le setole dorsali preapicali.
Le ali sono strette e allungate, in fase di riposo ripiegate orizzontalmente sull'addome e reciprocamente sovrapposte. Lobo anale e alula poco pronunciati in Opomyza, quasi del tutto assenti in Geomyza. La costa si estende fino alla terminazione della media e presenta una sola frattura prima della confluenza di R1. La subcosta è incompleta e fusa con R1. La radio si divide in tre rami, con R1 relativamente breve e ricurvo, R2+3 e R4+5 lunghi e più o meno convergenti all'apice dell'ala. La vena R1 presenta sempre un mucrone anteriore all'altezza della frattura subcostale. Nervatura anale breve o del tutto assente. Nervature trasversali mediane rappresentate dalla radio-mediale, dalla medio-cubitale discale e dalla medio-cubitale basale. Quest'ultima è incompleta, perciò la cellula discale e la seconda basale non sono del tutto separate.
| Opomyza | Geomyza |
| Schema della nervatura alare ricorrente nei generi Opomyza e Geomyza. Legenda: Fratture costali: sb: frattura subcostale. Nervature longitudinali: C: costa; Sc: subcosta; R: radio; M: media; Cu: cubito; A: anale. Nervature trasversali: h: omerale; r-m: radio-mediale; bm-cu: medio-cubitale basale; dm-cu: medio-cubitale discale. Cellule: dm: discale; br: 1ª basale; bm: 2ª basale; cup: cellula cup. |         |

L'addome è esile e pubescente. Quello dei maschi è composto da cinque uriti apparenti, quello delle femmine da sei. Gli uriti terminali della femmina sono telescopici.
La larva è apoda e acefala, di colore bianco, cilindrica e allungata. Il tegumento presenta serie di spinule ventrali su tutti i segmenti toracici e addominali e spicole dorsali nei segmenti toracici e in genere in quelli nei primi segmenti addominali. Il pupario è lungo 3–4 mm.

## Habitat e biologia
Le larve sono fitofaghe endofite e si sviluppano all'interno degli steli di piante erbacee, per lo più appartenenti alla famiglia delle Graminaceae, causando un danno comunemente denominato, dagli anglosassoni, dead heart (letteralmente, "cuore morto"). Le femmine depongono in genere un solo uovo per ogni pianta, alla base del culmo, e la larva penetra in una foglia migrando al centro del cespo. I danni si manifestano a carico delle foglie centrali, che inizialmente virano al giallo e poi muoiono.
Il ciclo biologico è univoltino o polivoltino, con svernamento allo stadio di uovo o di larva. Per le specie univoltine, le ovideposizioni si svolgono in autunno e la nascita delle larve in primavera (O. florum) o fra l'autunno e la primavera (O. germinationis e O. petrei). Per le specie polivoltine le ovideposizioni hanno luogo secondo schemi più complessi correlati alla dinamica della fenologia delle diverse graminacee nell'arco dell'anno.
Lo sviluppo della larva si svolge in genere nell'arco di 30-40 giorni, e, al suo completamento, la larva matura abbandona la pianta impupandosi sulla superficie del terreno. La ninfosi dura 3-4 settimane, l'epoca di sfarfallamento degli adulti cambia secondo il ciclo: nelle specie univoltine, gli adulti sfarfallano alla fine della primavera e all'inizio dell'estate, in quelle polivoltine si ha lo sfarfallamento della prima generazione in primavera più o meno precoce e delle generazioni successive nel corso dell'estate.
Gli adulti sono particolarmente longevi, con una durata di vita che varia da tre a sei mesi. Frequentano i luoghi erbosi, generalmente aperti, come prati, pascoli e coltivazioni di graminacee foraggere e cereali. Meno frequentemente si ritrovano anche nel sottobosco erboso di macchie e foreste oppure ai margini. Il comportamento sarebbe complesso in quanto parte della loro vita si svolgerebbe sulla vegetazione arbustiva e parte sulla vegetazione erbosa. Una femmina è in grado di deporre circa 40 uova nell'arco di due mesi.

## Opomizidi d'importanza agraria
Poche sono le specie dannose all'agricoltura: nel genere Opomyza, le più importanti sono Opomyza florum, Opomyza germinationis e Opomyza petrei, mentre, nel genere Geomyza, hanno importanza agraria relativa Geomyza balachowskyi, Geomyza combinata e Geomyza tripunctata.

### Opomyza

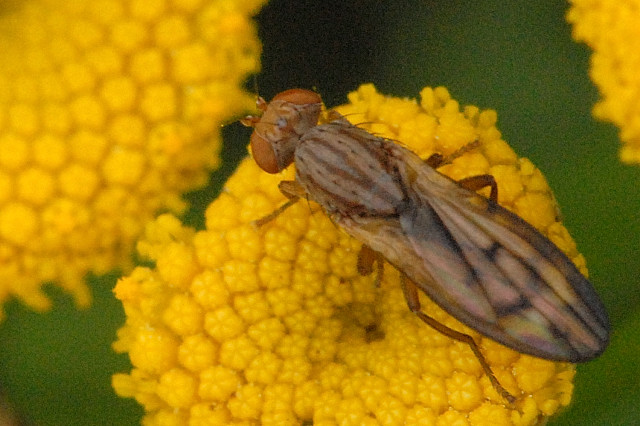
Opomyza germinationis

La specie di maggiore importanza e più largamente studiata è Opomyza florum, comunemente chiamata, in inglese, Yellow cereal fly ("mosca gialla dei cereali") e, in francese, Mouche jaune ("mosca gialla"). Brunel (1998), facendo probabilmente riferimento alle condizioni climatiche dell'Europa centrale, riporta la cronologia delle fasi fondamentali del ciclo di O. florum come è riassunta nella seguente tabella:
| Fase                | Epoca                 |
| ------------------- | --------------------- |
| Ovideposizioni      | Da ottobre a novembre |
| Nascita delle larve | da marzo ad aprile    |
| Impupamento         | maggio                |
| Sfarfallamento      | giugno                |

La manifestazione dei danni si ha nel corso dello sviluppo larvale e, quindi, fra i mesi di aprile e maggio. Le tre specie sono fondamentalmente polifaghe ma sempre a carico di graminacee, con un maggior numero di specie ospiti nel caso di O. florum. Le piante attaccate sono prevalentemente graminacee spontanee presenti nei prati stabili e nei pascoli, ma fra queste si annoverano diverse importanti essenze foraggere largamente coltivate nei prati avvicendati e negli erbai, come la coda di topo (Phleum pratense), le festuche (Festuca arundinacea, Festuca pratensis e Festuca rubra), i loietti italico (Lolium multiflorum) e inglese (Lolium perenne), la dattile (Dactylis glomerata), la fienarola (Poa pratensis e altre Poa), la falaride (Phalaris tuberosa), ecc. O. florum è fitofaga anche a spese dei cereali autunno-vernini (frumento, orzo, avena, segale, triticale). Sporadici attacchi ai cereali autunno-vernini, da parte di O. germinationis sono stati segnalati in Germania negli anni settanta, ma questa specie e O. petrei sono fondamentalmente associate a graminacee spontanee o foraggere.
La dannosità di O. florum sui cereali è stata oggetto di numerose indagini nel corso del XX secolo e diverse sono, in letteratura, le segnalazioni di condizioni che predispongono o meno la cerealicoltura agli attacchi degli Opomyzidae. Condizioni che favoriscono gli attacchi o che intensificano l'entità dei danni sarebbero la semina precoce e la coltivazione in aree marginali di montagna e su suoli poveri, mentre sembra che lo spandimento di letame o liquami riduca la possibilità di attacco.
La difesa con trattamenti chimici specifici non è contemplata, tuttavia sono state effettuate negli anni ottanta prove di lotta e sembra che si ottengano buoni risultati con un trattamento autunnale a base di deltametrina e uno invernale, durante l'accestimento, a base di un estere fosforico, nella fattispecie il triazophos. Va tuttavia precisato che le condizioni operative non depongono a favore dell'economicità di trattamenti preventivi dei confronti di questo fitofago. A tal proposito, Pillon (1990) ha elaborato dei modelli previsionali indicando come soglia di intervento una densità di 1,25 milioni di uova ad ettaro nelle condizioni ambientali proprie della Francia settentrionale.

### Geomyza

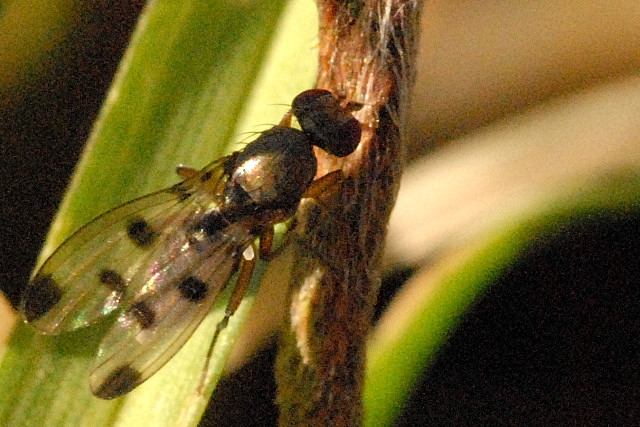
Geomyza tripunctata

Le Geomyza d'importanza agraria sono per lo più associate a diverse graminacee pratensi e solo secondariamente ai cereali. G. Balachowski attacca il bambagione pubescente (Holcus lanatus) e altre specie congeneri. G. combinata e G. tripunctata sono invece associate a varie specie dei generi Holcus, Festuca, Agrotis, Lolium, ecc. e ai cereali autunno-vernini. Singolare è tuttavia il comportamento di G. tripunctata riscontrato in Bretagna, in quanto la specie si è secondariamente adattata ad un cereale estivo, il mais.
La biologia delle tre Geomyza è diversificata in funzione delle differenti relazioni trofiche con i loro ospiti vegetali. G. balachowskyi, infatti, risulta dannosa solo alle coperture erbose. La prima generazione larvale di G. combinata, invece, si sviluppa in inverno sulle colture di grano e su varie graminacee pratensi, con sfarfallamento degli adulti all'inizio della primavera, mentre la seconda generazione larvale si sviluppa in primavera a spese dei cereali, con sfarfallamento degli adulti in luglio.
Più complesso e versatile è il ciclo di G. tripunctata, le cui generazioni si sviluppano nel corso dell'intero anno. Il suo adattamento secondario alla fitofagia sul mais ha suscitato gli interessi di alcuni Autori, al fine di individuare le condizioni che possono favorire o contrastare gli attacchi di questa mosca nei confronti del cereale. Infatti, a differenza dei cereali autunno-vernini e delle graminacee pratensi, che possono reagire con l'accestimento agli attacchi precoci compensando almeno in parte i danni causati prima della levata, il mais non accestisce, perciò la pianta attaccata subisce un danno di maggiore entità.
Secondo le indagini svolte nel corso degli anni settanta e ottanta, il mais sarebbe maggiormente predisposto in agrosistemi dove la maidicoltura è accompagnata da una cerealicoltura e una foraggicoltura diversificata: la mosca, infatti, mostra una preferenza verso le graminacee pratensi sfruttando però le coltivazioni precoci del mais in semina primaverile come siti secondari. In prove di comparazione tra la concimazione minerale e quella organica è stato inoltre rilevato che la mosca indirizza i suoi attacchi sugli appezzamenti concimati con letame o liquami. La lotta chimica nei confronti di G. tripunctata si può svolgere con trattamenti chimici diretti anche contro le larve di Agriotes (Coleoptera: Elateridae) e Oscinella frit (Diptera: Chloropidae), con l'impiego di esteri fosforici e carbammati, tuttavia il ricorso alla lotta chimica, in questi contesti, riduce drasticamente la presenza degli antagonisti naturali.

## Sistematica e filogenesi
Hennig (1971) individuò una stretta relazione degli Opomizidi con la piccola famiglia degli Anthomyzidae. Nella sua trattazione del 1973 collocava entrambe le famiglie nel gruppo degli Anthomyzidea all'interno della superfamiglia Anthomyzoidea. La posizione di Hennig è sostanzialmente condivisa da McAlpine, che individua 14 sinapomorfie per il clade Opomyzidae+Anthomyzidae, basate sulle relazioni trofiche delle larve, sulla morfologia delle ali, sulla morfoanatomia degli uriti genitali del maschio e alcuni altri caratteri specifici. Nel suo schema tassonomico-filogenetico, McAlpine assembla le due famiglie nel gruppo Opomyzinea, messo a sua volta in relazione con il gruppo Astenioinea nell'ambito della superfamiglia Opomyzoidea:
|             | Asteioinea (sei famiglie)                                   |
|             |                                                             |
| Opomyzoinea | \| \| Anthomyzidae \| \| \| \| \| \| Opomyzidae \| \| \| \| |
|             | \| \| Anthomyzidae \| \| \| \| \| \| Opomyzidae \| \| \| \| |
|             | Anthomyzidae                                                |
|             |                                                             |
|             | Opomyzidae                                                  |
|             |                                                             |

|  | Anthomyzidae |
|  |              |
|  | Opomyzidae   |
|  |              |

|             | Asteioinea (sei famiglie)                                   |
|             |                                                             |
| Opomyzoinea | \| \| Anthomyzidae \| \| \| \| \| \| Opomyzidae \| \| \| \| |
|             | \| \| Anthomyzidae \| \| \| \| \| \| Opomyzidae \| \| \| \| |
|             | Anthomyzidae                                                |
|             |                                                             |
|             | Opomyzidae                                                  |
|             |                                                             |

|  | Anthomyzidae |
|  |              |
|  | Opomyzidae   |
|  |              |

|             | Asteioinea (sei famiglie)                                   |
|             |                                                             |
| Opomyzoinea | \| \| Anthomyzidae \| \| \| \| \| \| Opomyzidae \| \| \| \| |
|             | \| \| Anthomyzidae \| \| \| \| \| \| Opomyzidae \| \| \| \| |
|             | Anthomyzidae                                                |
|             |                                                             |
|             | Opomyzidae                                                  |
|             |                                                             |

|  | Anthomyzidae |
|  |              |
|  | Opomyzidae   |
|  |              |

|             | Asteioinea (sei famiglie)                                   |
|             |                                                             |
| Opomyzoinea | \| \| Anthomyzidae \| \| \| \| \| \| Opomyzidae \| \| \| \| |
|             | \| \| Anthomyzidae \| \| \| \| \| \| Opomyzidae \| \| \| \| |
|             | Anthomyzidae                                                |
|             |                                                             |
|             | Opomyzidae                                                  |
|             |                                                             |

|  | Anthomyzidae |
|  |              |
|  | Opomyzidae   |
|  |              |

In passato, diversi Autori collocarono, all'interno della famiglia degli Opomyzidae, diversi generi intere famiglie. Dopo la trattazione delle relazioni filogenetiche di Hennig e McAlpine, è largamente condivisa l'appartenenza di soli quattro generi, di cui due monotipici. Secondo questa impostazione, la famiglia comprende, allo stato attuale, circa 60 specie ripartite fra quattro generi:
- Anomalochaeta Frey, 1921: una specie
- Geomyza Fallén, 1810 (=Balioptera, Geomyzella, Mutiloptera): 42 specie
- Opomyza Fallén, 1820: 14 specie
- Scelomyza Seguy, 1838: una specie.

Secondo Vockeroth (1987) e McAlpine (1989), degli Opomyzidae non si conoscerebbe alcuna specie fossile. Evenhuis (1994) segnala invece l'esistenza di due fossili attribuiti al genere Opomyza, entrambi ritrovati in sedimenti dell'Ologene in Germania e descritti da Statz (1940). I due fossili sono citati anche nel BioSystematic Database of World Diptera:
- Opomyza pelidua Statz, 1940
- Opomyza venusta Statz, 1940

## Distribuzione
Gli Opomyzidae hanno una distribuzione prevalentemente paleartica ed è del tutto assente nelle regioni australasiana e neotropicale. Due terzi delle specie sono presenti esclusivamente nel Paleartico, cinque sono oloartiche e otto esclusivamente neartiche. La famiglia è inoltre rappresentata nella regione afrotropicale e in quella orientale, rispettivamente con cinque e una specie. Il genere monotipico Scelomyza è esclusivo della regione afrotropicale.
In Europa, la famiglia è rappresentata dai generi Anomalochaeta, Geomyza e Opomyza. La lista delle specie presenta incongruenze fra il catalogo di Fauna Europaea e quello del BDWD. Secondo il catalogo di Fauna Europaea, sarebbero presenti 34 specie: una in Anomalochaeta, 23 in Geomyza 10 in Opomyza. Roháček (2006) precisa che in realtà il catalogo non è aggiornato e il numero andrebbe ridotto a 33 in quanto Geomyza hendeli va trattato come sinonimo minore di Geomyza apicalis (Meigen, 1830). Secondo quanto riportato nel BioSystematic Database of World Diptera, la banca dati più aggiornata, il numero di specie europee sarebbe più alto (37). Le incongruenze rispetto al catalogo di Fauna Europaea, a cui fa riferimento anche Roháček (2006), sono le seguenti:
- Geomyza breviforceps Hackman, 1958, è riportato nel BDWD come nome valido, mentre in Fauna Europaea è trattato come sinonimo di Geomyza majuscula (Loew, 1864) in Fauna Europaea[15][16]
- Geomyza combinata (Linnaeus, 1767), ampiamente trattato da Brunel (1998) come uno degli Opomizidi di maggiore importanza agraria, è segnalato nel BDWD come nome valido di specie presente in Europa e Russia[17]. Il nome non ha tuttavia alcun riferimento, neppure come sinonimo, nel catalogo di Fauna Europaea e in quello degli Opomyzidae della Repubblica Ceca e della Slovacchia redatto da Roháček (2006).
- Geomyza opaca (Dahl, 1912) è segnalato come nome valido, nel BDWD, di specie presente in Germania[18]. Nessun riferimento si ha nelle due liste europee menzionate.
- Geomyza consobrina Zetterstedt, 1847, è trattata come sinonimo minore di Geomyza apicalis nel BDWD, mentre nel catalogo di Fauna Europaea è considerata specie distinta, anche se la sua presenza e la sua posizione tassonomiche sono dubbie[19][20].
- Geomyza hendeli Czerny, 1928, è trattata come specie distinta nel BDWD e in Fauna Europaea, come sinonimo minore di G. apicalis nella lista curata da Roháček[14][21][22].
- Geomyza virgata Czerny, 1928, infine, è trattata come specie distinta nel BDWD e come sinonimo minore di G. apicalis nelle due liste europee[14][23][24]

In Italia sono segnalate cinque specie di Opomyza e sette di Geomyza. Sono tutti presenti gli Opomizidi di interesse agrario sopra menzionati, con l'eccezione di G. combinata, di cui non si hanno riferimenti. Le cinque specie sono diffuse in tutto il territorio nazionale, dal nord alle isole. Fra le Opomyza è segnalata anche la specie endemica Opomyza decora, diffusa nel nord e nella penisola.